# Thomas Johansson (Fußballspieler)
Thomas Johansson (* 20. Dezember 1961) ist ein ehemaliger schwedischer Fußballspieler. Der Stürmer spielte 115 Mal für AIK in der Allsvenskan und scheiterte 1986 mit dem Klub erst im Endspiel um die schwedische Meisterschaft.

## Laufbahn
Johansson begann mit dem Fußballspielen bei Håbro IF. Dort spielte der Stürmer  von 1968 bis 1980. Anschließend ging er kurzzeitig zum Drittligisten Bro IK, der von Hans Backe trainiert wurde. Von dort wurde er noch im selben Jahr durch den Erstligisten AIK verpflichtet. Im August 1981 kam er in einem Freundschaftsspiel gegen FC Arsenal zu seinem ersten Einsatz in der Männermannschaft. Es dauerte jedoch noch ein halbes Jahr, bis er zu seinem ersten Spiel in der Allsvenskan: Beim 1:0-Heimerfolg am 24. April 1982 durch ein Tor von Jyrki Nieminen über Östers IF im heimischen Råsundastadion stand er erstmals im schwedischen Oberhaus auf dem Platz. Bis zu seinem sechsten Erstligaspiel musste der Angreifer warten, ehe er sein erstes Erstligator schießen konnte. Beim 3:2-Heimsieg über IF Elfsborg am 31. Mai 1982 gelang ihm sogar ein Doppelpack. In den beiden folgenden Spielzeiten etablierte er sich als regelmäßiger Torschütze und erreichte mit der Mannschaft zweimal die Meisterschaftsplayoffs.
Vor der Spielzeit 1985 musste Johansson sich einer Operation unterziehen und verpasste so die halbe Spielzeit. Im folgenden Jahr spielte er wieder regelmäßig, ließ aber seine Torgefährlichkeit vermissen und erzielte in 17 Saisonspielen nur vier Treffer. Am Ende der Spielzeit zog AIK wieder in die Meisterschaftsendrunde ein und erreichte das Finale. Dort traf die Mannschaft auf Malmö FF und nach einem 1:0-Heimerfolg durch ein Tor von Mats Olausson träumte man bereits vom Meistertitel. Im Rückspiel überrannte MFF jedoch den Klub aus Solna und holte mit einem 5:2-Erfolg die Meisterschaft. Johansson gelang dabei neben Kim Bergstrand ein Tor für AIK.
In seinem sechsten Jahr bei AIK erlebte Johansson seinen zweiten Trainer – Rolf Zetterlund wurde durch Nisse Andersson ersetzt. Der Stürmer verlor unter dem neuen Coach seinen Stammplatz und blieb auch in 13 Saisoneinsätzen ohne Torerfolg. Da insgesamt nur 15 Tore erzielt wurden und der Klub sich im hinteren Tabellenbereich wiederfand wurde nach Saisonende erneut der Trainer gewechselt und Sanny Åslund übernahm den Traditionsverein. Johansson fand nun zu alter Stärke zurück und erzielte zehn Saisontore – persönlicher Bestwert. Da der Klub insgesamt nur 19 Tore erzielte, verbuchte er damit mehr als die Hälfte aller Saisontore. Nicht zuletzt wegen der Abschlussschwäche des umgebenden Personals langte es erneut nur zu einem Platz im Mittelfeld der Tabelle.
Nach Saisonende wechselte Johansson zu IFK Eskilstuna. Gleich in seinem ersten Training zog er sich einen schweren Knieschaden zu und fiel vier Monate aus. Da die Ablösesumme sich nach der Anzahl der Einsätze bemaß und Eskilstuina sich im Mittelfeld der Tabelle befand und meinte, auf seine Hilfe verzichten zu können, kehrte er ohne Einsatz für seinen neuen Klub wieder zu AIK zurück. Dort kam er im August zunächst als Einwechselspieler zum Einsatz, als er jedoch im Spiel gegen Västra Frölunda IF einen Doppelpack erzielen konnte und damit half, einen 0:3-Halbzeitstand in einen 5:3-Sieg umzuwandeln, stand er noch zweimal in der Startelf und kam somit auf insgesamt fünf weitere Spiele für AIK.
Anschließend verließ er AIK erneut und ließ seine Karriere bei den unterklassigen Klubs Väsby IK und Huvudsta IS, wo er 1995 seine aktive Laufbahn beendete, ausklingen.